# جورج فبريسوس
جورج فبريسوس (بالألمانية: Georg Fabricius)‏ (و. 1516 – 1571 م) هو عالم إنسان، وشاعر، وكاتب، وعالم آثار، ومؤرخ ألماني، ولد في كيمنتس، توفي في مايسن، عن عمر يناهز 55 عاماً.